# Manoel Viana
Pour les articles homonymes, voir Viana.
Manoel Viana est une ville brésilienne du Nord-Ouest de l'État du Rio Grande do Sul, faisant partie de la microrégion Campanha occidentale et située à 458 km à l'ouest de Porto Alegre, capitale de l'État. Elle se situe à une latitude de 29° 35′ 36″ sud et à une longitude de 55° 28′ 54″ ouest, à une altitude de 113 mètres. Sa population était estimée à 6 784 habitants, pour une superficie de 1 391 km2.
Le lieu, appartenant d'abord à la commune de São Francisco de Assis, a eu pour premier nom Passo Novo do Ibicuí, du fait de sa situation sur le rio Ibicuí. Cette dénomination fut conservée jusqu'à la transformation de la zone de peuplement en vila, quand elle fut renommée Manoel Viana en hommage aux services rendus par l'Intendant Manoel Viana, de 1908 à 1916.

## Villes voisines
- Itaqui
- Maçambara
- São Francisco de Assis
- Alegrete